# Montonico Bianco
Montonico Bianco ist eine Weißweinsorte aus Italien, die vor allem in der Provinz Teramo in den Abruzzen angebaut wird. Daneben wird ihr Anbau auch in den Provinzen, Freien Gemeindekonsortien oder Metropolitanstädten Macerata, Frosinone, Catania, Ragusa und Syrakus empfohlen. Zugelassen ist sie außerdem in den Provinzen Ascoli Piceno, Neapel,  Salerno, Chieti, Pescara, Foggia, Cosenza und Reggio Calabria. In den 1990er Jahren wurde eine bestockte Rebfläche von 1.117 Hektar erhoben.
Die Sorte wird oft mit der Montonico bianco della Calabria verwechselt.
Siehe auch den Artikel Weinbau in Italien sowie die Liste von Rebsorten.

## Ampelographische Sortenmerkmale
In der Ampelographie wird der Habitus folgendermaßen beschrieben:
- Die Triebspitze ist offen. Sie ist weißwollig behaart und von weiß-grünlicher Farbe. Die Jungblätter sind spinnwebig behaart und auf der Blattunterseite blassgrün gefärbt.
- Die mittelgroßen bis großen Blätter sind fünflappig und stark gebuchtet. Die Stielbucht ist lyren-förmig schmal geöffnet oder fast geschlossen. Das Blatt ist ungleichmäßig gesägt. Die Blattunterseite ist fast unbehaart
- Die walzenförmige Traube ist groß und dichtbeerig. Die rundlichen Beeren sind mittelgroß bis groß und von gelblicher Farbe. Die gelben Beeren sind mit kastanienbraunen Streifen versehen.

Montonico Bianco reift fast 40 Tage nach dem Gutedel. Sie gilt somit als sehr spät reifend. Die wuchskräftige Sorte erbringt gleichmäßig hohe Erträge.
Sie ist wenig  anfällig gegen den Echten Mehltau und den Falschen Mehltau. Sie neigt jedoch in feuchten Jahren aufgrund ihrer Dichtbeerigkeit zu Rohfäule.

## Synonyme
Die Rebsorte Montonico Bianco ist auch unter den Namen: Abbruzzese, Bottato, Brindisino, Caprone, Chiapparone, Chiapparu, Ciapparone, Cioccolontano, Clingo, Coppa, Dolciolo, Greco Bianco del Pollino, Greco del Pollino, Greco di San Marco, Ingannacane Bianco, Mantonico, Mantonico Bianco Italico, Montanaro, Montonico, Montonico Bianco di Bruni, Montonico Bianco Italico, Montonico Poggio delle Rose, Ognone, Pagadebit, Racciapaluta, Racciapollona, Racciapollone, Raccipolluta, Raspazzese, Roccipolluta, Roccipoluta, Scala, Trebbiano Marchigiano, Trebbiano Montanaro, Trebbianone, Uva Bianca Antica, Uva d’Oro di Poggio delle Rose, Uva della Scala, Uva di Poggio delle Rose, Uva Fermana, Uva Racciapoluta und Uva Regno.